# Course à la direction du Parti québécois de 2007
La course à la direction du Parti québécois de 2007 en mai et juin 2007. La course est déclenchée par la démission d'André Boisclair le 8 mai 2007 après la défaite du Parti québécois lors de l'élection générale précédente. 
Le député François Gendron assume l'intérim jusqu'à l'élection du nouveau chef. 
Le 26 juin 2007, à la clôture des candidatures, seule Pauline Marois a déposé les signatures requises et est déclarée élue alors que Gilles Duceppe, chef du Bloc québécois et un temps candidat, s'est retiré. 

## Campagne
Le 11 mai 2007, les règles de la course n'avaient pas encore été fixées que deux personnes sont candidates : Gilles Duceppe, qui l'a annoncée par voie de communiqué, et Pauline Marois, officialisée le 13 mai 2007. 
Le 12 mai 2007, Gilles Duceppe annonce qu'il se retire de la course et qu'il appuie Pauline Marois. 

### Soutiens de Pauline Marois
Les partisans de Pauline Marois ont soutenu avoir les deux tiers des députés dans leur camp.

#### Parti québécois
- Bernard Drainville, député de Marie-Victorin
- Marie Malavoy, députée de Taillon
- Danielle Doyer, députée de Matapédia
- Denis Trottier, député de Roberval
- Pierre Curzi, député de Borduas;
- Agnès Maltais, député de Taschereau.

#### Bloc québécois
- Christiane Gagnon, députée de Québec
- Réal Ménard, député d'Hochelaga

#### Autres appuis
- Philippe-Edwin Bélanger (président démissionnaire, Conseil exécutif du PQ—Capitale nationale)
- Guy Julien (président, Conseil exécutif du PQ—Trois-Rivières)

### Soutiens de Gilles Duceppe
Le camp Duceppe affirma avoir l'appui d'une dizaine des 36 députés péquistes élus le 26 mars.

#### Parti québécois
- Maxime Arseneau, député des Îles-de-la-Madeleine
- Sylvain Simard, député de Richelieu

#### Bloc québécois
- Pierre Paquette
- Michel Gauthier
- Paul Crête
- Claude Bachand
- Raymond Gravel

#### Autres
- François Rebello (un des principaux lieutenants de François Legault)